# Muhammad Said al-Hakim
Großajatollah Sejjed Muhammad Said al-Hakim (vollständig arabisch محمد سعيد الطباطبائي الحكيم Muhammad Said at-Tabatabai al-Hakim, DMG Muḥammad Saʿīd aṭ-Ṭabāṭabāʾī al-Ḥakīm; * 1. Februar 1936 in Nadschaf; † 3. September 2021 ebenda) war ein irakischer zwölferschiitischer Geistlicher.
Er lehrte an der Islamisch-Theologischen Hochschule von Nadschaf, zu deren höchsten Autoritäten er zählte.
Er war einer der Unterzeichner der Botschaft aus Amman. Er war dabei eine der 24 Persönlichkeiten aus dem Kreise der Ulema, die eine Fatwa (Rechtsgutachten) verfasst haben.